# Leonard Wery

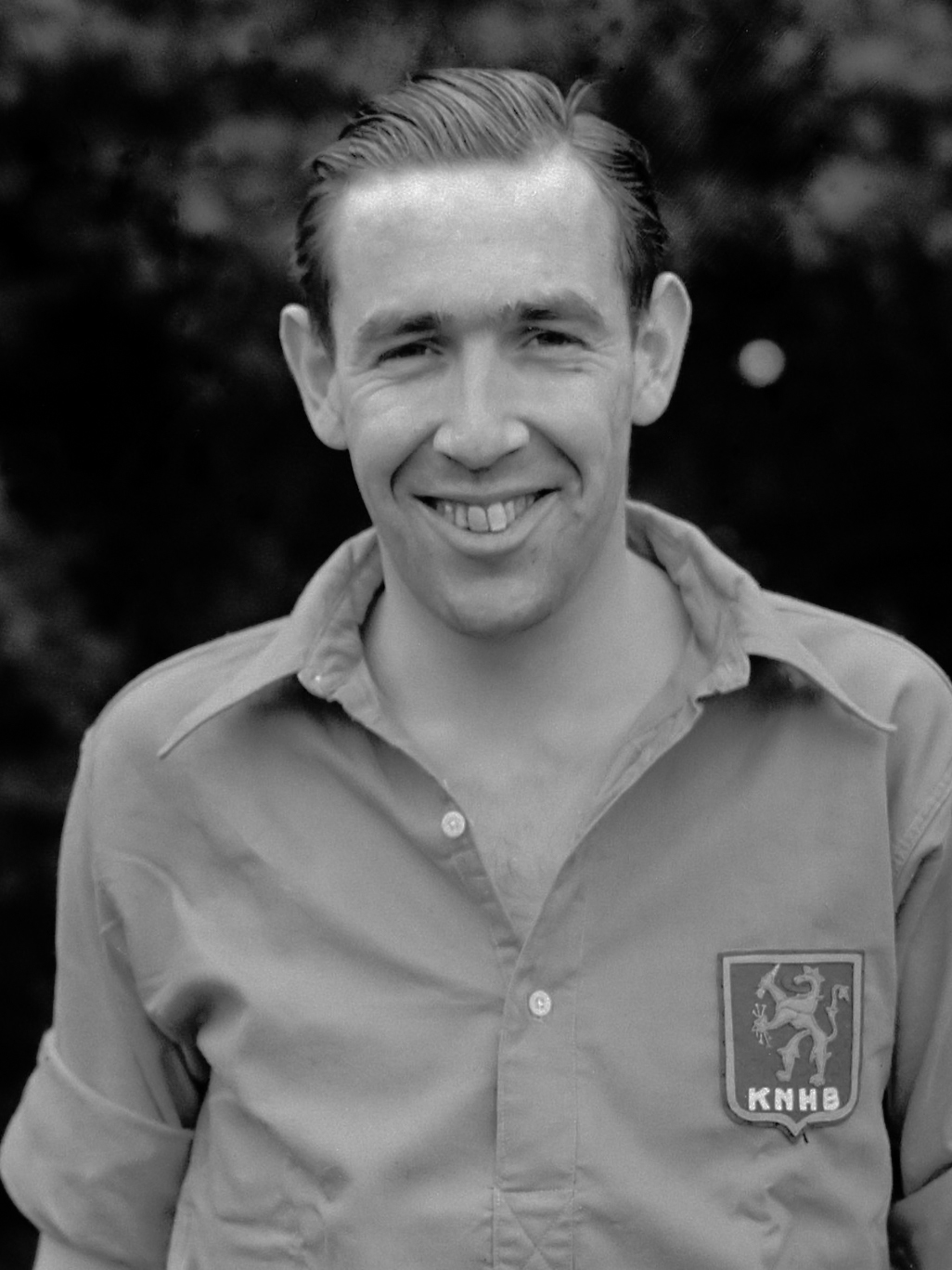
Leonard Wery (1952)

Leonard „Leo“ Hugo Wery (* 27. März 1926 in Den Haag; † 29. August 2019 in Wassenaar) war ein niederländischer Hockeyspieler, der bei den Olympischen Spielen 1952 die Silbermedaille gewann.
Leonard Wery spielte als Stürmer für den Haagsche Hockey & IJshockey Club (HHIJC) (heute aufgegangen im HC Klein Zwitserland), der Ende der 1940er Jahre und Anfang der 1950er Jahre viermal niederländischer Meister wurde.
Bei den Olympischen Spielen 1952 in Helsinki nahmen nur zwölf Mannschaften am Hockeyturnier teil. In der ersten Runde erhielten vier Mannschaften ein Freilos, darunter die Niederländer. Im Viertelfinale besiegten die Niederländer die deutsche Mannschaft mit 1:0. Ebenfalls mit 1:0 endete das Halbfinale gegen die pakistanische Mannschaft, den entscheidenden Treffer erzielte Leonard Wery. Im Finale unterlagen die Niederländer der indischen Mannschaft mit 1:6.
Nach seiner Karriere war Wery als Anwalt im Ölgeschäft tätig.